# Smittina maccullochae
Smittina maccullochae är en mossdjursart som beskrevs av Osburn 1952. Smittina maccullochae ingår i släktet Smittina och familjen Smittinidae. Inga underarter finns listade i Catalogue of Life.